# Мепен Герц Мойсейович
Ге́рц Мойсе́йович Ме́пен (15 квітня 1921, Варшава — †12 квітня 2001, Київ)  — популярний у 1950—1970 роках український модельєр.

## Біографія
Народився в Польщі. Перед Другою Світовою війною емігрував до СРСР. Працюючи в Середній Азії придбав локальну популярність серед представників радянської еліти. Після війни переїхав до Києва, де почав працювати в Республіканському будинку моделей (заснований в 1944). Протягом декількох десятиліть був одним з провідних авторів даного будинку. Творчість Мепена справило значний вплив на формування післявоєнного ландшафту української моди.
Герц Мепен створював власні колекції для Республіканського будинку моделей одягу (Київ). Характерною рисою творчості стало поєднання традиційного класичного крою та етнічних мотивів.
Переможець міжнародного конкурсу швейної майстерності «Золоті ножиці» (Париж, 1964). Приз йому вручав Крістіан Діор.

## Творчість
Герцу Мепену з успіхом вдавалося поєднувати творчі аспекти професії та суворі реалії планової економіки СРСР. Він був одним з постійних авторів модного часопису «Краса і мода» — практично єдиного на той час джерела інформації про модну індустрію для всієї України.
Мепен вважається одним із «патріархів» української моди. Його роботи вплинули на творчість багатьох українських дизайнерів.
Спеціалізуючись на жіночому верхньому одязі Герц Мепен сприяв формуванню його типових рис для української моди всієї другої половини XX століття.

## Галерея

1956
1960
1972
1974
1975
1979
1982
1984

- 19561956
- 19601960
- 19721972
- 19741974
- 19751975
- 19791979
- 19821982
- 19841984